# Murraya glabra
Murraya glabra är en vinruteväxtart som först beskrevs av André Guillaumin, och fick sitt nu gällande namn av Walter Tennyson Swingle. Murraya glabra ingår i släktet Murraya och familjen vinruteväxter. Inga underarter finns listade i Catalogue of Life.